# 파키스탄 필드하키 국가대표팀
파키스탄 필드하키 국가대표팀(우르두어: پاکستان قومى ہاكى ٹیم)은 파키스탄을 대표하여 국제 필드하키 경기에 참가하는 필드하키 국가대표팀으로 파키스탄 하키 연맹에 의해 운영된다. 국제 대회에서 가장 성공한 필드하키 국가대표팀 중 하나로 올림픽에서 금메달 3개를 획득했으며, 아시아 국가로는 유일하게 챔피언스트로피에서 우승한 팀이다. 하키 월드컵에서 4회 우승했으며, 2014년을 제외하고 모든 월드컵 대회에 출전했다. 또한 월드컵 통산 53승을 기록하여 하키 월드컵 최다 경기 승리 기록을 보유하고 있다.